# Tószeg
Tószeg är en ort i Ungern.   Den ligger i provinsen Jász-Nagykun-Szolnok, i den centrala delen av landet, 90 km sydost om huvudstaden Budapest. Tószeg ligger 84 meter över havet och antalet invånare är 4 621.
Terrängen runt Tószeg är mycket platt. Runt Tószeg är det ganska tätbefolkat, med 120 invånare per kvadratkilometer. Närmaste större samhälle är Szolnok, 10,0 km norr om Tószeg. Trakten runt Tószeg består till största delen av jordbruksmark.